# Estadio Hermanos Serdán
El Estadio Hermanos Serdán es un estadio de béisbol ubicado en la ciudad de Puebla, Puebla, México. Es casa de los Pericos de Puebla, equipo de la Liga Mexicana de Béisbol.
Fue inaugurado el 16 de junio de 1973 con el lanzamiento de la primera bola por parte del entonces gobernador de Puebla, Guillermo Morales Blumenkron, acompañado por el alto comisionado del béisbol mexicano, Alejo Peralta. En el juego inaugural los Pericos derrotaron 6-0 a los Piratas de Sabinas.
Ha sido casa de los Pericos en sus diferentes épocas dentro de la liga. Además, ha sido casa de los Ángeles de Puebla, Ángeles Negros de Puebla y recientemente (de 2002 a 2006) de los Tigres de la Angelópolis, después de que abandonaran la Ciudad de México.

## Historia
Eran las 2 de la tarde del 16 de junio de 1973 cuando el entonces gobernador de Puebla, Guillermo Morales Blumenkron lanzó la primera bola, acompañado del presidente municipal Luis Vázquez Lapuente y del Alto Comisionado de la Liga Mexicana, Alejo Peralta y Díaz Ceballos, además de los dueños de los Pericos de Puebla de esa época, Emilio Tame y William Budib, así como de Enrique Montoto Aramburo, quien fue parte fundamental en que la ciudad contará con una gran parque de pelota, para que quedara inaugurado el parque Hermanos Serdán.

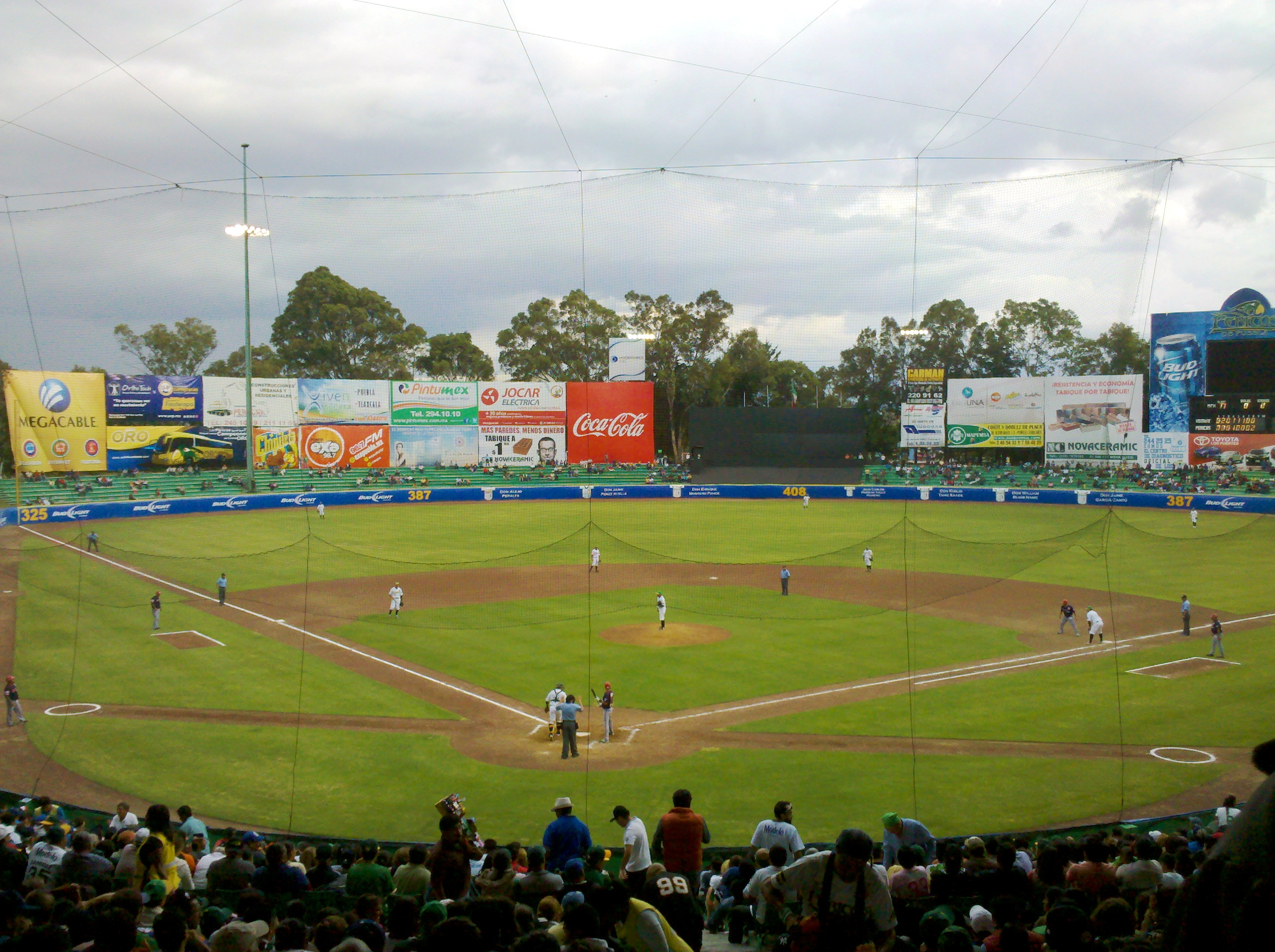
Vista interior del estadio.

Aquel día el equipo Tradición de Puebla, Pericos de Puebla, bajo el mando de Tomás Herrera, enfrentaban a los Piratas de Sabinas en serie de cuatro encuentros y en el primero de la serie la pizarra final del encuentro inaugural favoreció a la novena verde por blanqueada de 6-0 con pitcheo del derecho Arnulfo Adame, mientras que el lanzador derrotado fue Francisco Rivas.
Al final, la serie fue para los Pericos con pizarras de 8-6 (resultado del último juego en el Estadio “Ignacio Zaragoza”), 6-0 ( primer juego en el Hermanos Serdán), 2-1 y 2-1 para completar la limpia sobre la novena de Sabinas, en una serie que cambio el rumbo de la pelota profesional en la entidad, ya que ahora sí, Puebla contaba con un parque de pelota digno para la gran afición.
Teolindo Acosta se convirtió en el primer pelotero que conectó de imparable en el Parque Hermanos Serdán, mientras que Francisco Castro timbró la primera carrera en la nueva historia del béisbol, después de jugar durante varios años en el legendario Estadio Olímpico Ignacio Zaragoza.
Juego Número 50. El 14 de mayo de 1987, en el Parque Hermanos Serdán jugaban la Selección Sur, que ganó 19 a 7, y la Selección del Norte el pitcher ganador fue Jesús “Chito” Ríos, le siguieron Herminio Domínguez y Fredy Arroyo y cerró Salomé Barojas. Por los del Norte inició Adolfo Navarro, siguieron el zurdo Isidro Morales, Jesús Moreno, Fernández Fuson, Martín Kaine, y Antonio Pulido y Ezequiel Cano. La derrota fue para Adolfo Navarro. La designación del jugador más valioso fue a Jesús “Chuchín” González.